# Битка при Фиезоле (406 г.)
Битката при Фиезуле (на латински: Faesulae; Fiesole; 23 август 406 г.) се провежда през лятото на 406 г. при Фиезоле близо до Флоренция в Тоскана, Италия, между войските на Западната Римска империя с командир генерал Стилихон и войските на готите, водени от Радагайз.

## Ход на военните действия
Войската на Стилихон, голямата част на която се състои от съюзници готи и хуни, напада идващата от Флоренция варварската войска на Радагайз в гърба на 8 км от Фиезоле. Радагайз е пленен и екзекутиран на 23 август 406 г. по заповед на Стилихон. Голяма част от варварите са продадени в робство от Стилихон, а 12 хиляди отбрани готски войници („оптимати“) той включва в своята гвардия.